# Església de Sant Vicenç de Castellet
Església de Sant Vicenç de Castellet és una obra del municipi de Sant Vicenç de Castellet (Bages) inclosa en l'Inventari del Patrimoni Arquitectònic de Catalunya.

## Descripció
Es tracta d'una església de caràcter neogòtic d'una sola nau situada dins el nucli de la vila. Presenta un campanar torre adossat a la mateixa església i a l'altre costat té un cos annex. La façana principal és molt senzilla, destaquen tres finestres apuntades a cada banda, i una portalada amb un timpà que acaba en un arc conopial imitant l'art gòtic. La resta de finestres del temple cultual també presenten el mateix arc. Als murs laterals hi ha un seguit d' òculs sense decoració.
L'interior de l'església presenta arcades laterals que s'obren a les capelles.